# Ipno

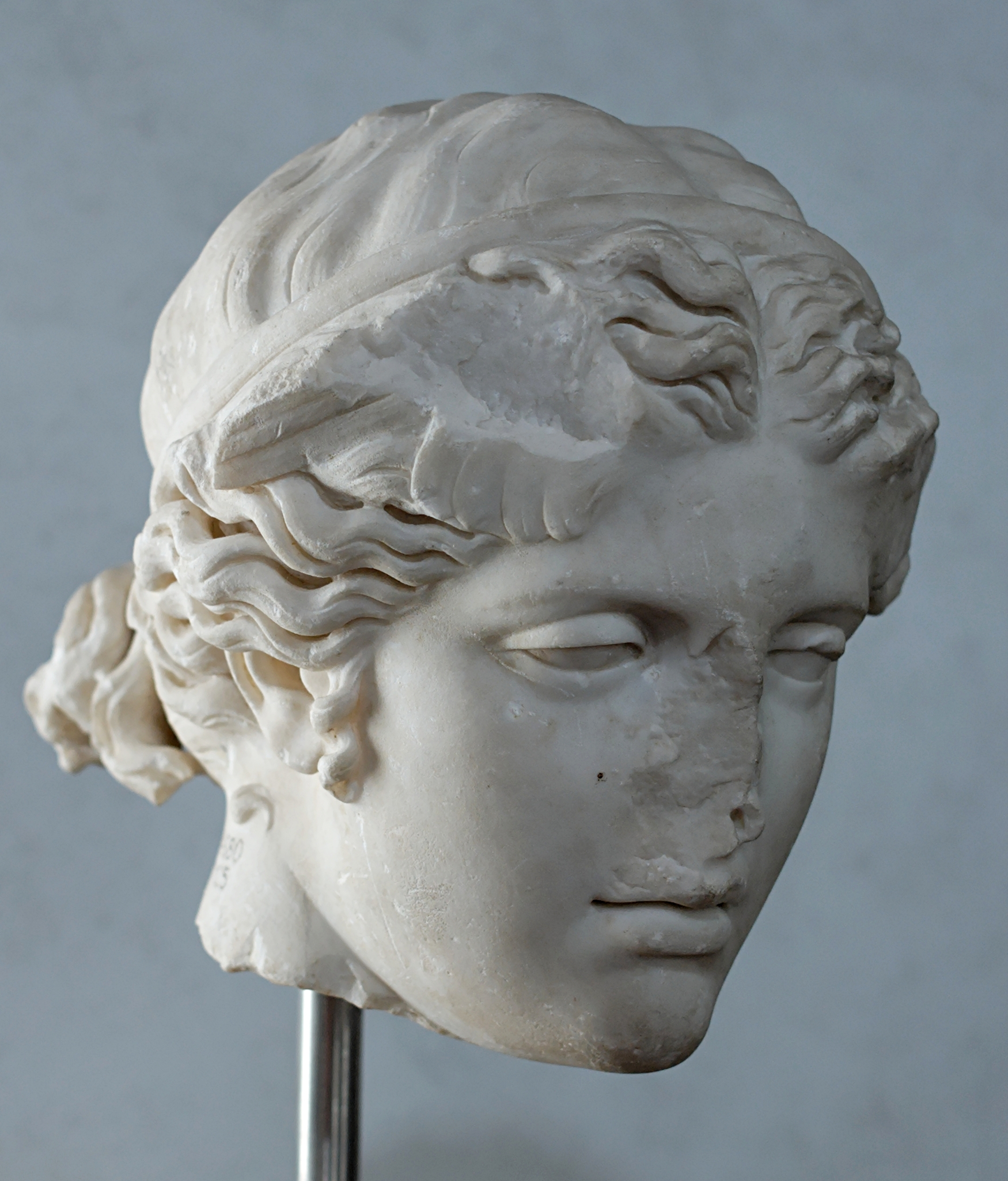
Ipno

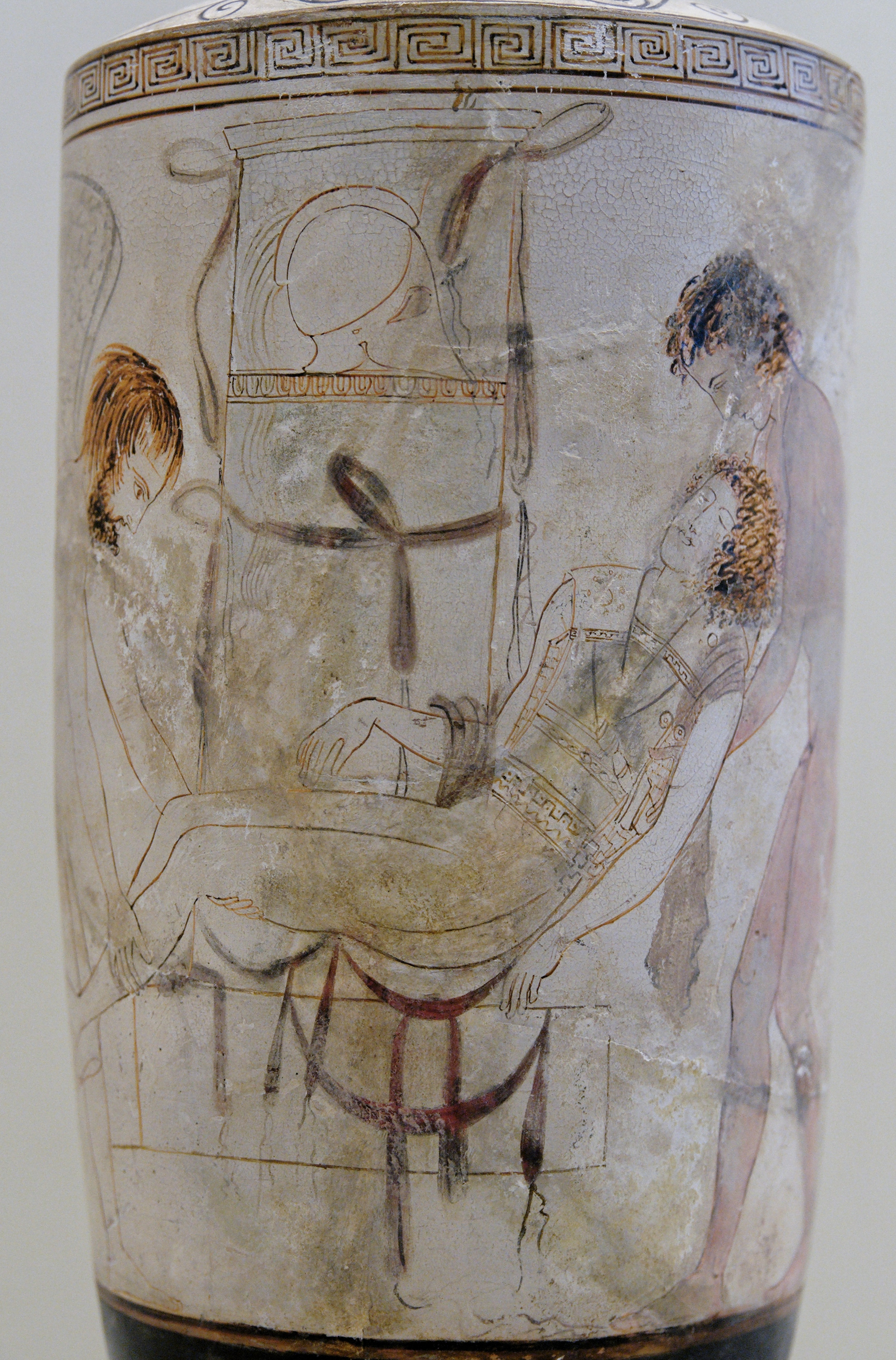
Ipno e Tanato trasportano il corpo di Sarpedonte, da una lekythos a fondo bianco del Pittore di Thanatos (ca. 460 a.C.) al British Museum, Londra.

Ipno (in greco antico:  Ὕπνος? Hýpnos), nella mitologia greca è il dio del sonno, figlio della Notte, e fratello gemello di Tanato, dio della morte.

## Il ruolo di Ipno nel mito
Il potere di Ipno era tale che poteva addormentare uomini e numi. Nel XIV libro dell'Iliade Era lo prega di addormentare Zeus, affinché Poseidone possa portare aiuto ai Greci senza che il re degli dèi lo venga a sapere.
Omero, nell'Iliade, definisce Ipno e Tanato come gemelli (da qui la celebre locuzione latina consanguineus lethi sopor) e descrive come furono mandati da Zeus su richiesta di Apollo, per recuperare il corpo di Sarpedonte, ucciso da Patroclo, per portarlo in Licia per ricevere gli onori funebri.
Ed alla Morte, che alla licia gente

Il portino. I fratelli ivi e gli amici

L’onoreranno di funereo rito

E di tomba e di cippo, alle defunte

Anime forti onor supremo e caro.

[…]

D’immortal veste avvolgi: indi alla Morte

Ed al Sonno gemelli fa precetto

Che all’opime di Licia alme contrade»
(Omero, Iliade vv. 453-458 e 681-683)
Ipno, sempre secondo Omero, dimorava a Lemno. Un'altra versione ne fa lo sposo di Pasitea, una delle Cariti, originaria di quella città. Invece il suo equivalente romano, Somnus, per Virgilio viveva nel vestibolo dell'Ade, per Ovidio nel lontano Paese dei Cimmeri.
Fu Ipno a dare ad Endimione la facoltà di dormire ad occhi aperti.
Poteva inviare gli Oneiroi (i Sogni) dei quali i principali sono Morfeo, Momo, Fobetore (o Icelo), e Fantaso, suoi fratelli secondo Esiodo, suoi figli nel suo equivalente romano, Somnus, secondo Ovidio. Nel V libro dell'Eneide bagna con un ramo imbevuto di acque letee il volto del timoniere Palinuro, per assopirlo e farlo cadere in mare. Sempre al dio appartengono le Porte del Sonno, nel VI libro, all'uscita dell'Ade.

## Simboli e attributi
Veniva rappresentato come un giovane nudo alato o con le ali sul capo, avente nella mano dei papaveri, fiore che condivideva col fratello Tanato e la madre Notte.

## Influenze culturali
- Nella fiaba I messaggeri della morte, ad un certo punto, la Morte dice :"E, oltre a tutto ciò, mio fratello gemello, il sonno, non ti ha fatto pensare a me, ogni notte?".  Pertanto, i fratelli Grimm si riferiscono proprio a Hypnos e a suo fratello gemello, Thanatos.
- Hypnos è il titolo di un breve "racconto del sonno" scritto da H. P. Lovecraft nel maggio del 1922, pubblicato su National amateur nel maggio del 1923 e successivamente su Weird tales. Esso appare implicitamente alla fine del testo come «signore del sonno, che si agita nel cielo della notte». Inoltre, la sua firma è presente alla base di una statua di un giovane, appena materializzata nella casa del protagonista del racconto.[6]

### Nella cultura di massa
- Ipno è l'antagonista secondario del film Monkeybone, in cui regna su Morfeolandia (un limbo in cui vivono gli umani in coma e i personaggi di libri e fumetti) e vuole spargere, con l'aiuto di Monkeybone, un gas che fa venire gli incubi alle persone, in quanto guardare gli incubi delle persone è l'intrattenimento preferito di Morfeolandia.
- Nel manga Saint Seiya, Ipno è, insieme al gemello Tanato, uno degli attendenti del Re del mondo dei morti, Ade, e si occupa di disporre i preparativi per la sua rinascita terrena. Risiede nell'Elisio, dove vigila sul tempio e sul sepolcro del suo signore.
- Nell'anime Card Captor Sakura, Ipno è la fonte di ispirazione principale per la carta di clow The Sleep, la carta del sonno, la quale gli assomiglia sia fisicamente, sia per poteri.
- Nel videogioco Hades, Hypnos si occupa di tenere il registro delle anime che fanno ingresso all’oltretomba, molte volte il protagonista lo troverà addormentato sul posto di lavoro, e tenterà di svegliarlo.
- Hypnos è presente in  High School DxD  , dove aiuta Ingvild Leviathan a guarire la sua malattia del sonno.
- Hypnos è presente, stavolta come donna, in C'era una volta... Pollon, dove aiuta Pollon e Era ad avvisare Alcione della morte di suo marito Ceice, dormendole vicino per farle fare un sogno rivelatore.